# Alitagtag
Alitagtag is een gemeente in de Filipijnse provincie Batangas op het eiland Luzon. Bij de laatste census in 2010 telde de gemeente bijna 24 duizend inwoners.

## Geografie

### Bestuurlijke indeling
Alitagtag is onderverdeeld in de volgende 19 barangays:
| - Balagbag - Concepcion - Concordia - Dalipit East - Dalipit West - Dominador East - Dominador West - Munlawin Sur - Munlawin Norte - Muzon Primero | - Muzon Segundo - Pinagkurusan - Ping-As - Poblacion East - Poblacion West - San Jose - Santa Cruz - Tadlac - San Juan |

## Demografie
Alitagtag had bij de census van 2010 een inwoneraantal van 23.649 mensen. Dit waren 855 mensen (3,8%) meer dan bij de vorige census van 2007. Ten opzichte van de census van 2000 was het aantal inwoners gegroeid met 3.457 mensen (17,1%). De gemiddelde jaarlijkse groei in die periode kwam daarmee uit op 1,59%, hetgeen lager was dan het landelijk jaarlijks gemiddelde over deze periode (1,90%).

De bevolkingsdichtheid van Alitagtag was ten tijde van de laatste census, met 23.649 inwoners op 24,76 km², 955,1 mensen per km².

## Geboren in Alitagtag
- Cancio Garcia (30 oktober 1937), rechter hooggerechtshof (overleden 2013).